# Juncus brachyspathus
Juncus brachyspathus là một loài thực vật có hoa trong họ Juncaceae. Loài này được Maxim. mô tả khoa học đầu tiên năm 1859.